# تلازم لفظي

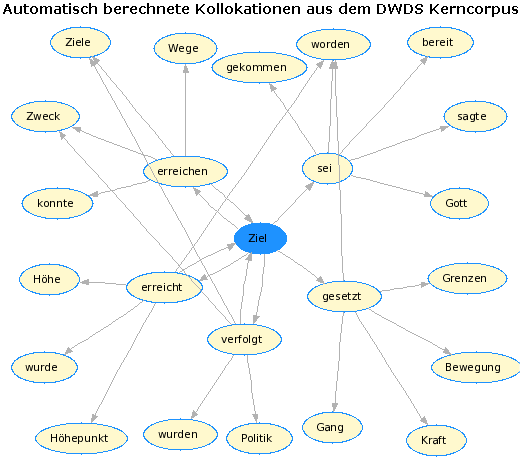

التلازم أو التصاحب اللفظي أو تضام هو توارد لفظين (أو أكثر) أكثر من ورود أحدهما مع غير الآخر. ويعرفه محمد حسن يوسف بأنه «تكرار معتاد لمجموعات من الكلمات المفردة، والتي يأتي تكرارها معا من خلال شيوع الاستخدام بحيث تميل لتشكيل وحدة مميزة». أما في لغويات المتون فإن المتلازمات اللفظية هي سلسلة من الكلمات أو المصطلحات التي تتوارد غالبا أكثر من كونها متوقعة بالصدفة .

## وصلات خارجية
- مسكوك: المتلازمات اللفظية العربية